# 爱丽丝·米扎乌
爱丽丝·米扎乌（義大利語：Alice Mizzau，1993年3月18日—）生于乌迪内，是一名意大利女子游泳运动员，主攻自由泳。她在两岁时受姐姐影响，开始在游泳课上学习游泳。2009年，她参加欧洲青年游泳锦标赛，首次在国际主要赛事中亮相。2011年12月，她加入意大利財政衛隊下属的体育俱乐部Fiamme Gialle。2012年，她在欧洲游泳锦标赛上联同队友获得女子4×200米自由泳接力金牌，这是意大利首次在欧洲主要大赛女子接力项目上摘得金牌。